# Epuyén
Epuyén is een dorp in Patagonië, Argentinië, aan de voet van de Andes. Het behoort tot het departement Cushamen, in de provincie Chubut. Epuyén heeft 1749 inwoners (INDEC, 2010). 
De dorpskern bestaat uit drie gedeelten: Epuyén boven (scholen, politiebureau, brandweer, gemeentehuis, ziekenhuis, telefooncoöperatie en supermarkten), Epuyén midden (voornamelijk boerderijen) en Epuyén beneden, woongebied dicht bij het meer van Epuyén met toeristische voorzieningen en het culturele centrum Antu Cuyén. Epuyén is omringd door drie bergen, de Coihue (2004m), de Epuyén en de Pirque (1885m). Vanuit het meer van Epuyén (250 meter boven zeeniveau) stroomt de Epuyén rivier via het meer Puelo naar de Grote Oceaan.

## Geschiedenis
De eerste vaste bewoners vestigden zich in 1898. Dit waren overwegend Mapuche, die voornamelijk of allemaal uit Chili kwamen. De grenzen waren in deze tijd nog niet duidelijk. Er was een enorme volksverhuizing aan beide zijden van de Andes, veroorzaakt door militaire campagnes van het Argentijnse en het Chileense leger. De helft van het grondgebied van Epuyén werd toegewezen aan de Argentine Southern Land Company, gebied  met een grootte van ruim 900.000 hectare dat tegenwoordig in handen is van de firma Benetton. De andere helft werd bevolkt door Mapuches en later ook mestiezen, overwegend uit Chili. De kolonisten leefden van veeteelt, bosbouw en ambachtelijk werk. Het oorspronkelijke bos werd veelal gekapt en het hout verkocht. Ze brachten geiten paarden koeien (ook de Nederlandse melkkoeien), schapen, waaronder het Texels schaap, kippen en varkens.
Epuyén is hoofdstad van de ambachten, wat 's zomers gevierd wordt met het nationale festival van de ambachten. Het weinige geld dat begin van de 20e eeuw in omloop was, kwam van de lonen van overheidsdienaars. De rest leefde zelfvoorzienend, met ruilhandel, en openstaande leningen in de plaatselijke winkels, die werden betaald met fruit als het seizoen aanbrak.

## Naam
Epuyén betekent in mapudungun twee die gaan, verwijzend naar de rivieren rio Epuyén en rio las Minas, die samenkomen en voortgaan als rio Epuyén.

## Inwoners
In het begin van de 20e eeuw woonden er overwegend Mapuche in Epuyén. In de eerste decennia komen er  scholen en het gemeentehuis. Hierdoor komen er Argentijnen. Er komen nu ook Europeanen aan, voornamelijk Spanjaarden en Italianen, maar ook Libanezen en Syriërs.
De laatste decennia van de 20e eeuw komen er meer nieuwe inwoners aan, voornamelijk uit de grote Argentijnse steden, op zoek naar meer rust en ruimte en de landelijke cultuur. Er vestigen zich mensen uit verscheidene Europese landen.
De jaren zestig en zeventig komen er veel zogenaamde hippies aan. De militaire junta's die Argentinië in hun greep hebben zijn niet zo nadrukkelijk aanwezig in de kleine gemeenschappen, ver van de grote steden. Er wordt nu veel aan natuurbescherming gedaan. Gedenkwaardig is het protest tegen de aanleg van een stuwmeer, die een groot deel van de vallei onder water zou doen geraken. Mapuche en hippies protesteerden hevig, om hun woongebieden niet te zien verdwijnen. 
Protesten waren verbaal en symbolisch. Keerpunt, en ook belangrijk punt van discussie onder de vredelievende betogers, was het in het meer duwen van een bulldozer. Het plan voor het stuwmeer werd afgeblazen en de vallei van Epuyén was gered.

## Natuur en landschap

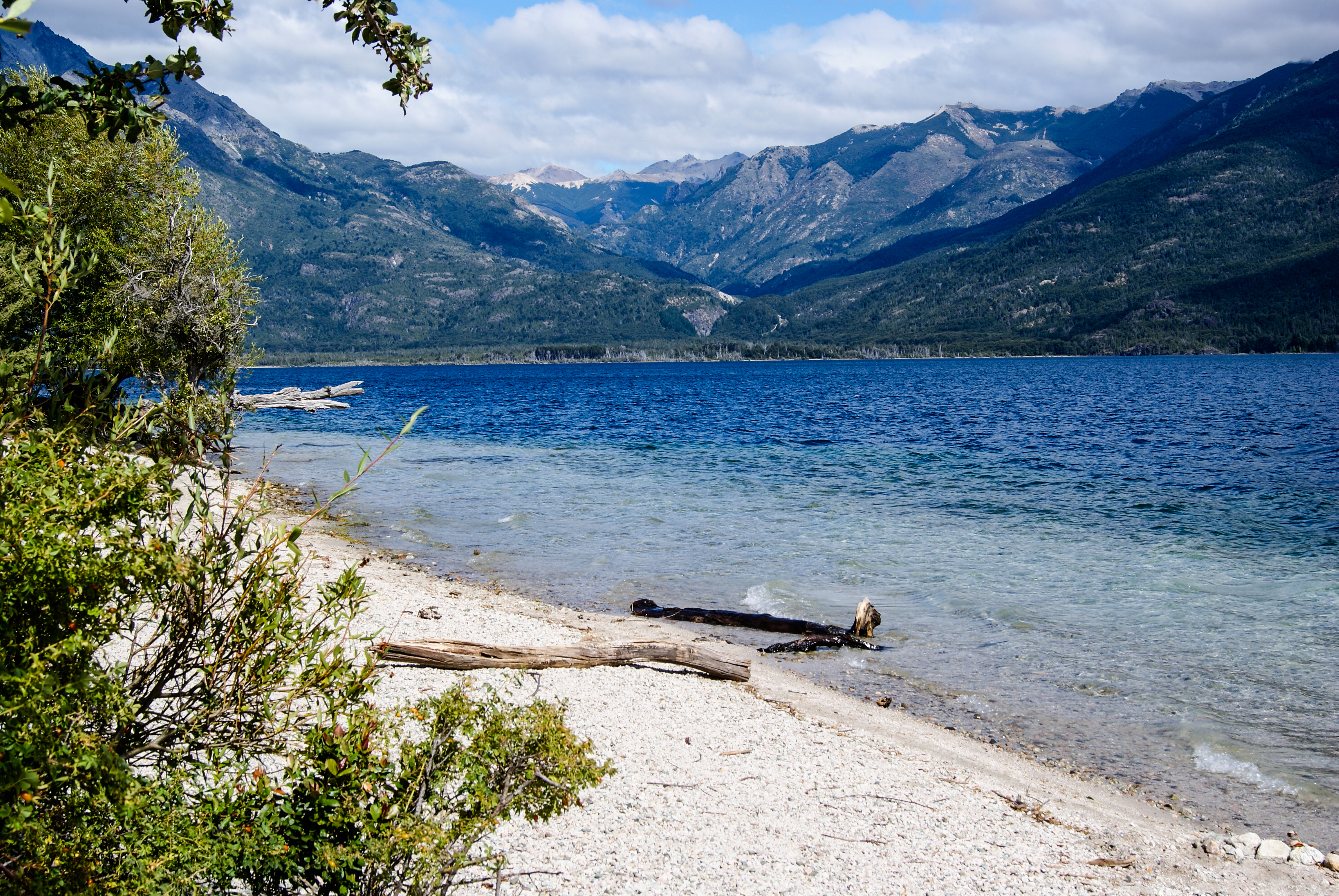
meer van Epuyén

De omgeving wordt gekenmerkt door Valdiviaans gematigd regenwoud met veel cipressen. Aan de voet van de Andes begint de steppe. 
Tussen gebergte en Steppe ligt de Ruta Nacional 40, de langste weg van Argentinië. Deze weg doorkruist het land van Zuid naar Noord, 5000 km lang, van Ushuaia, de zuidelijkste stad op Aarde tot de provincie Salta, de grens met Bolivia, noorden van Argentinië.

## Aangrenzende gemeenten
Aangrenzende gemeenten zijn Cholila, Leleque, Cushamen, El Maiten en El Hoyo. Op ruim 30 km bevindt zich El Bolsón, in de provincie Rio Negro, het centrum van de regio van de 42e breedtegraad. De grens van de provincies Chubut en Rio Negro valt samen met de 42e breedtegraad. 

## Bezienswaardigheden

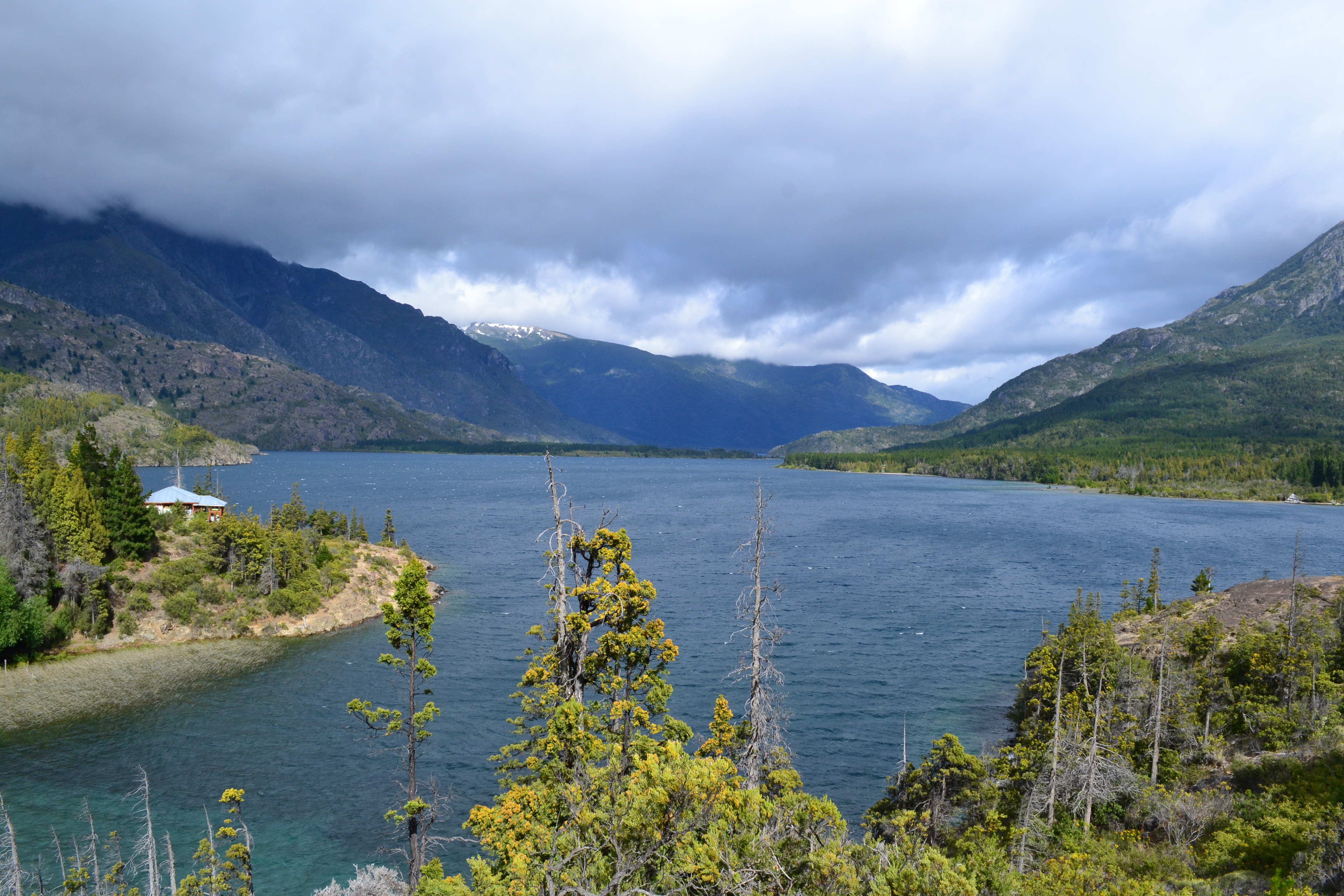
meer van Epuyén met cultureel centrum Antu Cuyén, en de drijvende piramide van beeldhouwer Eduardo Iuso.

Het meer van Epuyén is een van de warmste van de vele meren in Patagonië, omdat er geen smeltwater van gletsjers in uitkomt. Door de verbinding met de Pacifische oceaan kan er op forel en zalm gevist worden. Alleen plaatselijke bevolking mag uitsluitend met tweetaktmotoren het meer op, Er zijn enkele huizen aan het meer, maar waterscooters en gemotoriseerde pleziervaart zijn niet toegestaan. De meren en rivieren bevatten zuiver drinkwater. Chubut betekent helder water. Een plaatselijk gezegde luidt: "Epuyén waar water meer waard is dan goud" Maandelijks wordt er een protestmars gehouden in Esquel, zo'n 130 km naar het zuiden. Het doel hiervan is om de mijnbouwers, waaronder Barrick Gold en Meridian Gold, de openluchtmijnbouw onmogelijk te maken. tot nu toe met succes.
In de molen kan zien hoe de tarwe uit de streek gemalen wordt. Het postkantoor is een typisch stenen Patagonisch gebouw, met houten dak. Vandaar kijkt men uit over de Rinconada, vroeger bijna uitsluitend bewoond door Mapuche en / of Tehuelches. Een overharde weg voert door dit gemengd agrarisch gebied. tegenwoordig vindt men er ook de vredestuin, waar men de 13 manen kalender kan studeren. José Arguelles, een belangrijke voorstander van een kalender met 13 maanden,  is verscheidene malen in Epuyén en omgeving geweest om het project te ondersteunen.
Aan het meer is het culturele centrum Antu Cuyen, waar de plaatselijke ambachtslieden hun werk tentoonstellen en verkopen. 
Er is een  boeddhistische stoepa in Tibetaanse stijl.
Een smalspoor stoomtrein passeert Epuyén, maar er is geen station.

## Afbeeldingen

Vlag van Tehuelches
Vlag van Mapuche